# Foreste costiere del Pernambuco
Le foreste costiere del Pernambuco sono un'ecoregione dell'ecozona neotropicale, definita dal WWF (codice ecoregione: NT0151), comprendente una piccola area del Brasile nord-orientale; appartengono alla più vasta ecoregione della Foresta Atlantica.

## Geografia

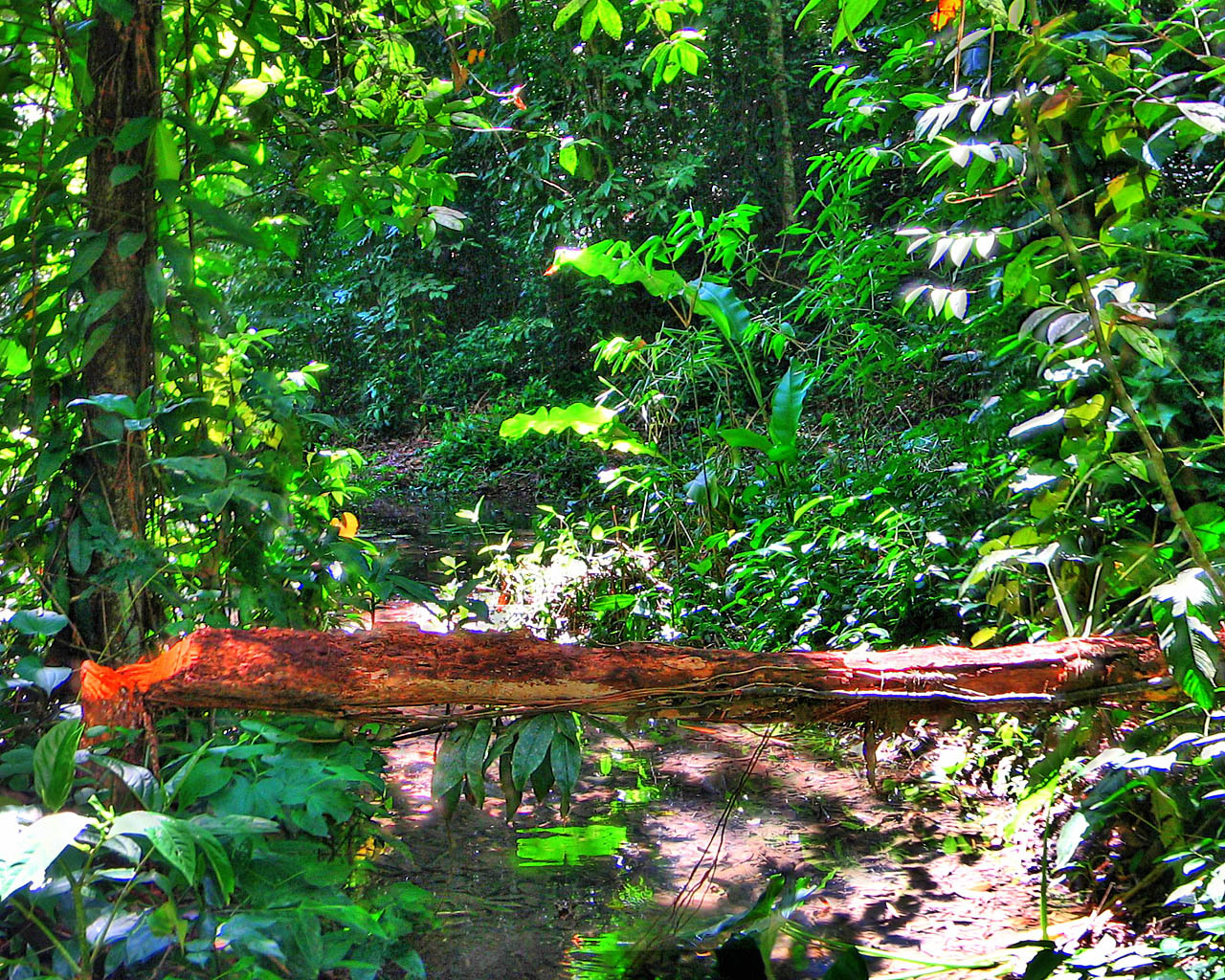
Foreste costiere del Pernambuco a Camaragibe.

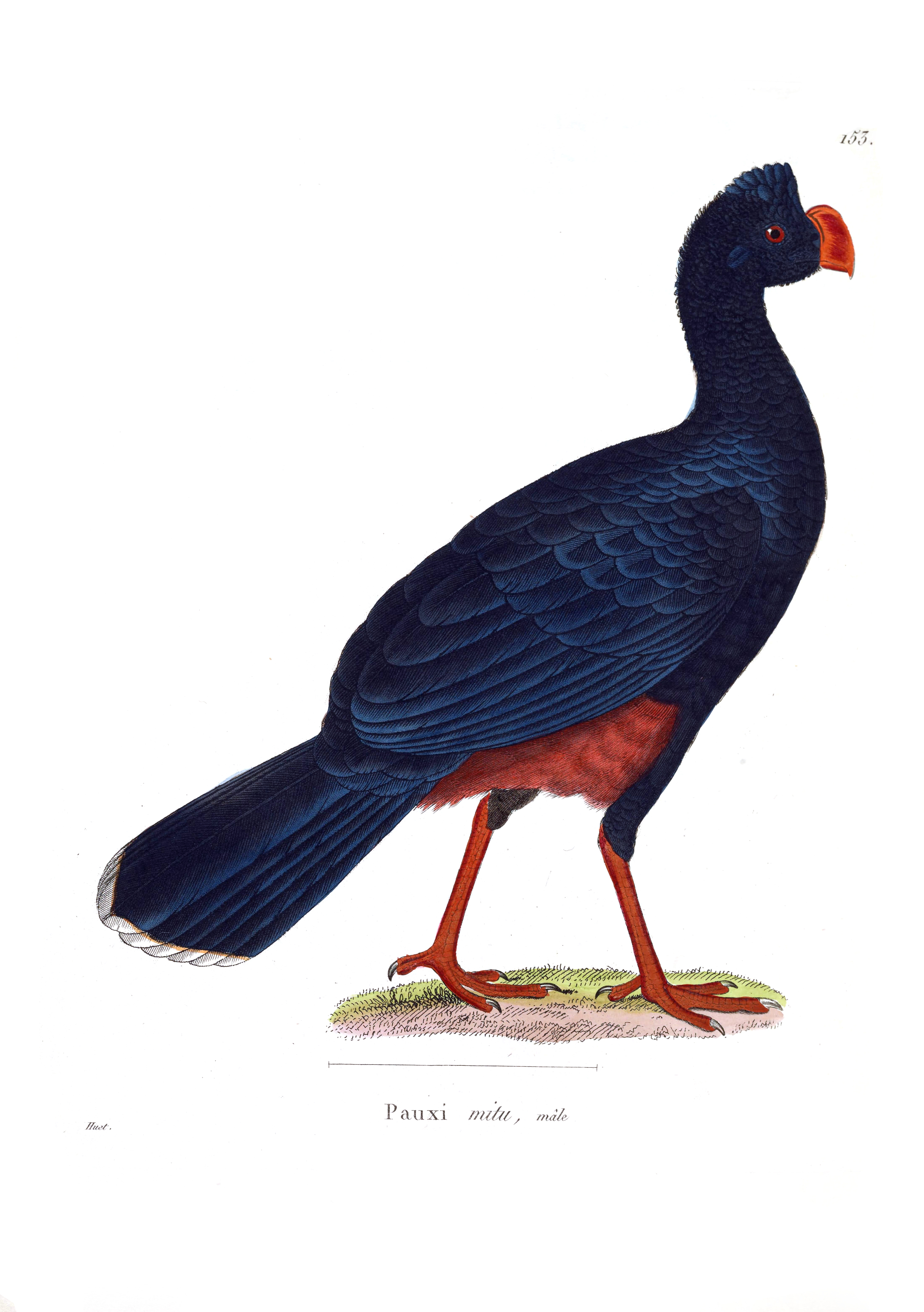
L'hocco di Alagoas, estinto in natura, è originario delle foreste dell'Alagoas.

Le foreste costiere del Pernambuco occupano una striscia di 80 km di larghezza lungo la costa atlantica del Brasile nord-orientale, negli stati di Pernambuco e di Alagoas. In altitudine si estendono da pochi metri sul livello del mare a 600–800 m di altezza, sulle pendici sopravento della Serra da Borborema.
Il Goiana, un fiume del Pernambuco, delimita il confine settentrionale dell'ecoregione; un altro fiume, il Mundaú, dell'Alagoas, ne segna anche quello meridionale.
L'ecoregione confina ad est con l'oceano Atlantico e con le ecoregioni della restinga della costa atlantica brasiliana e delle mangrovie del Rio Piranhas. Ad ovest, cede pian piano il passo alle foreste dell'interno del Pernambuco e alla caatinga.

### Clima
L'ecoregione ha un clima tropicale, con precipitazioni medie annue comprese tra 1750 e 2000 mm. Ogni anno vi è una stagione secca da ottobre a gennaio.

## Flora
Le foreste umide sempreverdi atlantiche a quattro livelli sono il tipo di vegetazione prevalente.

## Fauna
L'ecoregione costituisce una Endemic Bird Area che ospita 13 specie di uccelli in pericolo di estinzione. Vivono qui anche le ultime popolazioni rimaste nella Foresta Atlantica di aluatta dalle mani rosse (Alouatta belzebul) e di cebo dorato (Sapajus flavius).

## Conservazione
La distruzione delle foreste costiere del Pernambuco si protrae ormai da moltissimo tempo. Il più antico ciclo di deforestazione è correlato alla richiesta del legno di pau-brasil (Caesalpinia echinata). Dopo questo periodo, intorno alla metà del XX secolo, le maggiori distruzioni sono state operate per far posto alle piantagioni di canna da zucchero.
Gli ultimi lembi di foresta rimasti sono piccoli: la maggior parte di questi non supera i 10 km² di superficie e sono contornati da distese di canna da zucchero. Vi sono in tutto appena 87 km² di aree protette isolate tra loro. Ciò non è abbastanza per preservare la biodiversità e i processi ecologici chiave. La riserva più grande della regione è la stazione ecologica di Murici (6132 ettari).